# Acronicta prunata
Acronicta prunata är en fjärilsart som beskrevs av Barnes och Benjamin 1926. Acronicta prunata ingår i släktet Acronicta och familjen nattflyn. Inga underarter finns listade i Catalogue of Life.